# Franz Anton Rohrer
Franz Anton Rohrer (* 18. November 1832 in Stans, Nidwalden; † 3. September 1882 in Luzern) war ein Schweizer Kirchenhistoriker, Priester und von 1872 bis 1873 Bibliothekar in der Stiftsbibliothek St. Gallen.

## Leben
Franz Rohrer entstammte einer Familie aus der Gemeinde Buochs in Nidwalden. An der Klosterschule Einsiedeln erhielt er ersten höheren Unterricht in Philosophie. Nach kurzer Vorliebe für die Heilkunde wandte er sich der Theologie zu und suchte Tübingen auf. Den Abschluss fand er im Priesterseminar zu Chur (jetzt Theologische Hochschule Chur). Schon in Einsiedeln wurde er Mitglied des Schweizerischen Studentenvereins, in dem er von 1854 bis 1856 Präsident war. Er gehörte anfangs zum rechten Flügel des Vereins, welcher in der konfessionellen Ausmarchung das Heil erschaute. Unter dem Einfluss Felix Gmürs, mit dem ihn eine lebenslange Freundschaft verband, ging in ihm eine Veränderung vor; er wurde ein unversöhnlicher Gegner seiner einstigen Ideen. Nachdem sich die Vereinszeitung Späte Rosen etabliert hatte, gründete er 1857 mit Gleichgesinnten die Nachfolgezeitung Monat-Rosen, wodurch er der erste deutsche Redaktor des Vereinsorgans war.
1856 wurde Rohrer zum Priester geweiht. Er war dann Präfekt und Professor am Kollegium Schwyz. 1858 wurde er Mitglied im Komitee der reorganisierten SZZ. Von 1860 bis 1867 war er Pfarrer in Kerns. Nach einer Tätigkeit als Rektor der Kantonsschule Altdorf von 1867 bis 1872 wurde er 1872 Stiftsbibliothekar in St. Gallen. Bereits 1873 wurde er dann als Geschichtsprofessor an die Kantonsschule Luzern berufen. In Luzern, wo er auch Chorherr war, wurde er 1866 Mitglied im Historischen Verein der V Orte und war dort auch Aktuar der Zeitschrift Der Geschichtsfreund –  Mitteilungen des Historischen Vereins der fünf Orte Luzern, Uri, Schwyz, Unterwalden und Zug, die er nach dem Tod von Alois Lütolf weiter herausgab.
1882 konnte Rohrer durch erstmalige richtige Analyse der Urkunde von 840 klären, dass nicht das Kloster Luzern durch König Pippin an das Kloster Murbach übergeben wurde, sondern es sich bei dieser Urkunde von 840 um die Bestätigung einer Schenkung von Männern bzw. von deren Dienstleistungen an das Kloster Luzern handelte durch Pippin handelte. Wie sein Kollege Josef Leopold Brandstetter glaubte Rohrer, dass Luzern schon ursprünglich eine Filiale Murbachs gewesen und als solche etwa 730/40 gegründet worden sei.

## Schriften  (Auswahl)
- Papst und Bann. Ein Wort zur Verständigung. Räber, Luzern 1860.
- Welche besondern Schwierigkeiten stehen einer gedeihlichen Entwicklung der Volksschule in den Gebirgsgegenden im Wege und wie können dieselben am besten überwunden werden. Gull, Zürich 1863 (Digitalisat in e-Helvetica Access).
- Das «christliche Burgrecht» und die «christliche Vereinigung». Ein Beitrag zur schweizerischen Politik in den Jahren 1527 bis 1531. Räber, Luzern 1876.
- Reformbestrebungen der Katholiken in der schweizerischen Quart des Bisthums Konstanz 1492–1531. In: Der Geschichtsfreund 33 (1878), S. 1–67 (Digitalisat in E-Periodica).
- Das sogenannte Waldmannische Konkordat. In: Jahrbuch für schweizerische Geschichte 4 (1879), S. 1–33 (Digitalisat in E-Periodica).
- Die Anfänge Luzerns. In: Der Geschichtsfreund 37 (1882), S. 269–288 (Digitalisat in E-Periodica).